# Badovinci, Srbija
Badovinci (izvirno srbsko Бадовинци) je naselje v Srbiji, ki upravno spada pod Občino Bogatić; slednja pa je del Mačvanskega upravnega okraja.

## Demografija
V naselju živi 4276 polnoletnih prebivalcev, pri čemer je njihova povprečna starost 39,6 let (38,9 pri moških in 40,3 pri ženskah). Naselje ima 1510 gospodinjstev, pri čemer je povprečno število članov na gospodinjstvo 3,58.
To naselje je, glede na rezultate popisa iz leta 2002, večinoma srbsko, a v času zadnjih treh popisov je opazno zmanjšanje števila prebivalcev.
|  |

| Demografija | Demografija     | Demografija     |
| Leto        | Št. prebivalcev | Št. prebivalcev |
| ----------- | --------------- | --------------- |
|             |                 |                 |
|             |                 |                 |
|             |                 |                 |
|             |                 |                 |
| 1948        | 5791            |                 |
| 1953        | 6145            |                 |
| 1961        | 6278            |                 |
| 1971        | 5943            |                 |
| 1981        | 5879            |                 |
| 1991        | 5640            | 5462            |
| 2002        | 5800            | 5406            |
|             |                 |                 |

| Etnična sestava po popisu iz leta 2002 | Etnična sestava po popisu iz leta 2002 | Etnična sestava po popisu iz leta 2002 | Etnična sestava po popisu iz leta 2002 | Etnična sestava po popisu iz leta 2002 |
| -------------------------------------- | -------------------------------------- | -------------------------------------- | -------------------------------------- | -------------------------------------- |
| Srbi                                   | Srbi                                   |                                        | 5.365                                  | 99,24%                                 |
| Hrvati                                 | Hrvati                                 |                                        | 6                                      | 0,11%                                  |
| Muslimani                              | Muslimani                              |                                        | 4                                      | 0,07%                                  |
| Madžari                                | Madžari                                |                                        | 3                                      | 0,05%                                  |
| Jugoslovani                            | Jugoslovani                            |                                        | 3                                      | 0,05%                                  |
| Črnogorci                              | Črnogorci                              |                                        | 2                                      | 0,03%                                  |
| Makedonci                              | Makedonci                              |                                        | 2                                      | 0,03%                                  |
| Ukrajinci                              | Ukrajinci                              |                                        | 1                                      | 0,01%                                  |
| Slovenci                               | Slovenci                               |                                        | 1                                      | 0,01%                                  |
| Neznano                                | Neznano                                |                                        | 10                                     | 0,18%                                  |